# Dundalk Football Club 1979-1980
Questa voce raccoglie le informazioni riguardanti il Dundalk Football Club nelle competizioni ufficiali della stagione 1979-1980.

## Maglie e sponsor
Vengono confermate le divise prodotte dalla Eros Sportswear.
| Manica sinistra · Manica sinistra · Maglietta · Maglietta · Manica destra · Manica destra · Pantaloncini · Calzettoni |

## Rosa
| N. |                        | Ruolo | Calciatore       |
| -- | ---------------------- | ----- | ---------------- |
|    | Inghilterra (bandiera) | P     | Richie Blackmore |
|    | Irlanda (bandiera)     | D     | Paddy Dunning    |
|    | Irlanda (bandiera)     | D     | Tommy McConville |
|    | Irlanda (bandiera)     | D     | Dermot Keely     |
|    | Irlanda (bandiera)     | D     | Paul O'Brien     |
|    | Irlanda (bandiera)     | D     | Martin Lawlor    |
|    | Irlanda (bandiera)     | D     | Ned Rogers       |
|    | Irlanda (bandiera)     | D     | Fintan Lynch     |
|    | Irlanda (bandiera)     | D     | Ciaran Wiseman   |
|    | Irlanda (bandiera)     | C     | Terry Daly       |
|    | Inghilterra (bandiera) | C     | James Dainty     |
|    | Irlanda (bandiera)     | C     | Vincent McKenna  |
|    | Irlanda (bandiera)     | C     | Synan Braddish   |

| N. |                             | Ruolo | Calciatore      |
| -- | --------------------------- | ----- | --------------- |
|    | Irlanda (bandiera)          | C     | Mick Lawlor     |
|    | Irlanda (bandiera)          | C     | Martin Rogers   |
|    | Irlanda (bandiera)          | C     | Dessie Mangan   |
|    | Irlanda (bandiera)          | C     | Leo Flanagan    |
|    | Irlanda (bandiera)          | C     | Sean Byrne      |
|    | Irlanda (bandiera)          | C     | Mick Fairclough |
|    | Irlanda (bandiera)          | A     | Liam Devine     |
|    | Irlanda (bandiera)          | A     | Hilary Carlyle  |
|    | Irlanda (bandiera)          | A     | Cathal Muckian  |
|    | Irlanda (bandiera)          | A     | Willie Crawley  |
|    | Irlanda (bandiera)          | A     | Brian Duff      |
|    | Irlanda del Nord (bandiera) | A     | Terry Harkin    |
|    | Irlanda (bandiera)          | A     | Frank O'Neill   |

## Risultati

### A Division

#### Girone di andata
| Dundalk 9 settembre 1979 1ª giornata | Dundalk | 3 – 0 | Cork United | Oriel Park |

| Drogheda 16 settembre 1979 2ª giornata | Drogheda Utd | 0 – 2 | Dundalk | Lourdes Stadium |

| Dundalk 23 settembre 1979 3ª giornata | Dundalk | 1 – 0 | Bohemians | Oriel Park |

| Dundalk 7 ottobre 1979 4ª giornata | Dundalk | 7 – 2 | Galway Rovers | Oriel Park |

| Dublino 14 ottobre 1979 5ª giornata | Shelbourne | 0 – 3 | Dundalk | Tolka Park |

| Dundalk 21 ottobre 1979 6ª giornata | Dundalk | 0 – 1 | Finn Harps | Oriel Park |

| Dublino 28 ottobre 1979 7ª giornata | St Patrick's | 0 – 1 | Dundalk | Richmond Park |

| Dundalk 4 novembre 1979 8ª giornata | Dundalk | 0 – 0 | Waterford United | Oriel Park |

| Dundalk 11 novembre 1979 9ª giornata | Dundalk | 1 – 0 | Shamrock Rovers | Oriel Park |

| Limerick 18 novembre 1979 10ª giornata | Limerick Utd | 2 – 0 | Dundalk | Jackman Park |

| Dundalk 25 novembre 1979 11ª giornata | Dundalk | 1 – 0 | Athlone Town | Oriel Park |

| Dublino 2 dicembre 1979 12ª giornata | Home Farm | 1 – 1 | Dundalk | Tolka Park |

| Dundalk 9 dicembre 1979 13ª giornata | Dundalk | 6 – 0 | UCD | Oriel Park |

| Sligo 16 dicembre 1979 14ª giornata | Sligo Rovers | 0 – 1 | Dundalk | Showgrounds |

| Dundalk 13 gennaio 1980 15ª giornata | Dundalk | 2 – 0 | Thurles Town | Oriel Park |

#### Girone di ritorno
| Cork 23 dicembre 1979 16ª giornata | Cork United | 0 – 4 | Dundalk | Turners Cross |

| Dundalk 30 dicembre 1979 17ª giornata | Dundalk | 1 – 1 | Drogheda Utd | Oriel Park |

| Dublino 6 gennaio 1980 18ª giornata | Bohemians | 1 – 0 | Dundalk | Dalymount Park |

| Galway 20 gennaio 1979 19ª giornata | Galway Rovers | 0 – 2 | Dundalk | Terryland Park |

| Thurles 22 gennaio 1980 20ª giornata | Thurles Town | 2 – 0 | Dundalk | Greyhound Stadium |

| Dundalk 27 gennaio 1980 21ª giornata | Dundalk | 9 – 0 | Shelbourne | Oriel Park |

| Ballybofey 3 febbraio 1980 22ª giornata | Finn Harps | 0 – 0 | Dundalk | Finn Park |

| Dundalk 17 febbraio 1980 23ª giornata | Dundalk | 3 – 0 | St Patrick's | Oriel Park |

| Waterford 24 febbraio 1980 24ª giornata | Waterford | 2 – 0 | Dundalk | Kilcohan Park |

| Dublino 2 marzo 1980 25ª giornata | Shamrock Rovers | 1 – 1 | Dundalk | Glenmalure Park |

| Dundalk 16 marzo 1980 26ª giornata | Dundalk | 1 – 0 | Limerick Utd | Oriel Park |

| Athlone 23 marzo 1980 27ª giornata | Athlone Town | 0 – 1 | Dundalk | St Mel's Park |

| Dundalk 30 marzo 1980 28ª giornata | Dundalk | 0 – 0 | Home Farm | Oriel Park |

| Dublino 5 aprile 1980 29ª giornata | UCD | 0 – 3 | Dundalk | UCD Dome |

| Dundalk 13 aprile 1979 30ª giornata | Dundalk | 3 – 2 | Sligo Rovers | Oriel Park |

### LOI Cup
| Dundalk 26 agosto 1979 Primo turno | Dundalk | 1 – 0 | Home Farm | Oriel Park |

| Dublino 2 settembre 1979 Secondo turno | St Patrick's | 2 – 0 | Dundalk | Richmond Park |

### FAI Cup
| Dundalk 10 febbraio 1980 Quarto turno | Dundalk | 3 – 1 | Finn Harps | Oriel Park |

| Dundalk 9 marzo 1980 Quarti di finale | Dundalk | 0 – 1 | Limerick Utd | Oriel Park |

### Coppa dei Campioni
| Dundalk 29 agosto 1979 Turno preliminare - Andata       | Dundalk   | 1 – 1 referto | Linfield | Oriel Park |
| \| \| \| \| \| Devine 80’ \| Marcatori \| 50’ Feeney \| |           |               |          |            |
|                                                         |           |               |          |            |
| Devine 80’                                              | Marcatori | 50’ Feeney    |          |            |

| Haarlem 5 settembre 1979 Turno preliminare - Ritorno | Linfield  | 0 – 2 referto    | Dundalk | Haarlem Stadion |
| \| \| \| \| \| \| Marcatori \| 14’, 86’ Muckian \|   |           |                  |         |                 |
|                                                      |           |                  |         |                 |
|                                                      | Marcatori | 14’, 86’ Muckian |         |                 |

| Arbitro: | Mulder |

|                        |           |  |
| Carlyle 38’ Devine 52’ | Marcatori |  |

| Arbitro: | Platopoulos |

|           |           |  |
| Vella 61’ | Marcatori |  |

| Arbitro: | Björnsson |

|                                      |           |                        |
| MacDonald 4’ McCluskey 32’ Burns 34’ | Marcatori | 33’ Muckian 67’ Lawlor |

| Dundalk 7 novembre 1979 Ottavi di finale - Ritorno | Dundalk       | 0 – 0 referto | Celtic | Oriel Park (16.300 spett.)\| Arbitro: \| Lund-Sørensen \| |
| Arbitro:                                           | Lund-Sørensen |               |        |                                                           |

## Statistiche

### Statistiche di squadra
| Competizione       | Punti | Totale | Totale | Totale | Totale | Totale | Totale | DR  |
| Competizione       | Punti | G      | V      | N      | P      | Gf     | Gs     | DR  |
| ------------------ | ----- | ------ | ------ | ------ | ------ | ------ | ------ | --- |
| A Division         | 46    | 30     | 20     | 6      | 4      | 59     | 13     | +46 |
| LOI Cup            | -     | 2      | 1      | 0      | 1      | 1      | 2      | -1  |
| FAI Cup            | -     | 2      | 1      | 0      | 1      | 3      | 2      | +1  |
| Coppa dei Campioni | -     | 6      | 2      | 2      | 2      | 5      | 5      | 0   |
| Totale             | -     | 40     | 24     | 8      | 8      | 68     | 22     | +46 |

### Statistiche dei giocatori
| Giocatore     | A Division | A Division | LOI Cup  | LOI Cup | FAI Cup  | FAI Cup | Coppa dei Campioni | Coppa dei Campioni | Totale   | Totale |
| Giocatore     | Presenze   | Reti       | Presenze | Reti    | Presenze | Reti    | Presenze           | Reti               | Presenze | Reti   |
| ------------- | ---------- | ---------- | -------- | ------- | -------- | ------- | ------------------ | ------------------ | -------- | ------ |
| R. Blackmore  | ?          | 0          | ?        | 0       | ?        | 0       | 6                  | 0                  | 6+       | 0      |
| S. Braddish   | ?          | 4          | ?        | 1       | ?        | 0       | 0                  | 0                  | 0+       | 5      |
| S. Byrne      | ?          | 2          | ?        | 0       | ?        | 0       | 6                  | 0                  | 6+       | 2      |
| H. Carlyrle   | ?          | 5          | ?        | 1       | ?        | 0       | 4                  | 1                  | 4+       | 7      |
| W. Crawley    | ?          | 4          | ?        | 0       | ?        | 0       | 1                  | 0                  | 1+       | 4      |
| J. Dainty     | ?          | 1          | ?        | 0       | ?        | 0       | 3                  | 0                  | 3+       | 1      |
| T. Daly       | ?          | 5          | ?        | 0       | ?        | 0       | 6                  | 0                  | 6+       | 5      |
| L. Devine     | ?          | 2          | ?        | 0       | ?        | 0       | 5                  | 2                  | 5+       | 4      |
| B. Duff       | ?          | 4          | ?        | 0       | ?        | 1       | 0                  | 0                  | 0+       | 5      |
| P. Dunning    | ?          | 2          | ?        | 0       | ?        | 0       | 6                  | 0                  | 6+       | 2      |
| D. Keely      | ?          | 0          | ?        | 0       | ?        | 0       | 6                  | 0                  | 6+       | 0      |
| Ma. Lawlor    | ?          | 1          | ?        | 0       | ?        | 0       | 4                  | 0                  | 4+       | 1      |
| Mi. Lawlor    | ?          | 4          | ?        | 0       | ?        | 0       | 6                  | 1                  | 6+       | 5      |
| M. Fairclough | ?          | 4          | 0        | 0       | ?        | 0       | 0                  | 0                  | 0+       | 4      |
| L. Flanagan   | ?          | 11         | ?        | 0       | ?        | 0       | 6                  | 0                  | 6+       | 11     |
| T. Harkin     | 3          | 0          | ?        | 1       | ?        | 0       | 0                  | 0                  | 3+       | 1      |
| T. McConville | ?          | 1          | ?        | 0       | ?        | 0       | 6                  | 0                  | 6+       | 1      |
| V. McKenna    | ?          | 0          | ?        | 0       | ?        | 0       | 2                  | 0                  | 2+       | 0      |
| C. Muckian    | ?          | 3          | ?        | 1       | ?        | 0       | 6                  | 4                  | 6+       | 8      |